# Marco Valerio Massimo Lettuca
Marco Valerio Massimo Lettuca  (in latino Marcus Valerius Maximus Lactuca; fl. V secolo a.C.) è stato un politico romano.

## Consolato
Figlio di Manio Valerio Voluso Massimo, Marco Valerio Massimo Lettuca venne eletto console nel 456 a.C. insieme con Spurio Verginio Tricosto Celiomontano.
Durante il consolato non ci furono scontri con i bellicosi vicini Equi e Volsci.
Sul fronte interno continuarono i conflitti tra Patrizi e Plebei, questa volta relativi all'utilizzo del suolo pubblico dell'Aventino. Il Tribuno della plebe Lucio Icilio riuscì a far approvare una legge, la lex Icilia de Aventino publicando, che assegnava ai Plebei il permesso a costruire abitazioni private sull'Aventino, a testimoniare l'aumento della popolazione a Roma..